# Derya
Derya est un prénom féminin qui signifie « l'horizon » ou bien «l'infini». Derya est également un nom commun persan qui signifie "la mer". Le prénom vient de « Darius » et est le féminin de Dario. C’est un prénom largement populaire dans les pays de l’Est, et très répandu en Russie, où il est plutôt orthographié Darya. 